# Potnia rectispina
Potnia rectispina är en insektsart som beskrevs av William D. Funkhouser. Potnia rectispina ingår i släktet Potnia och familjen hornstritar. Inga underarter finns listade i Catalogue of Life.